# Marianowo

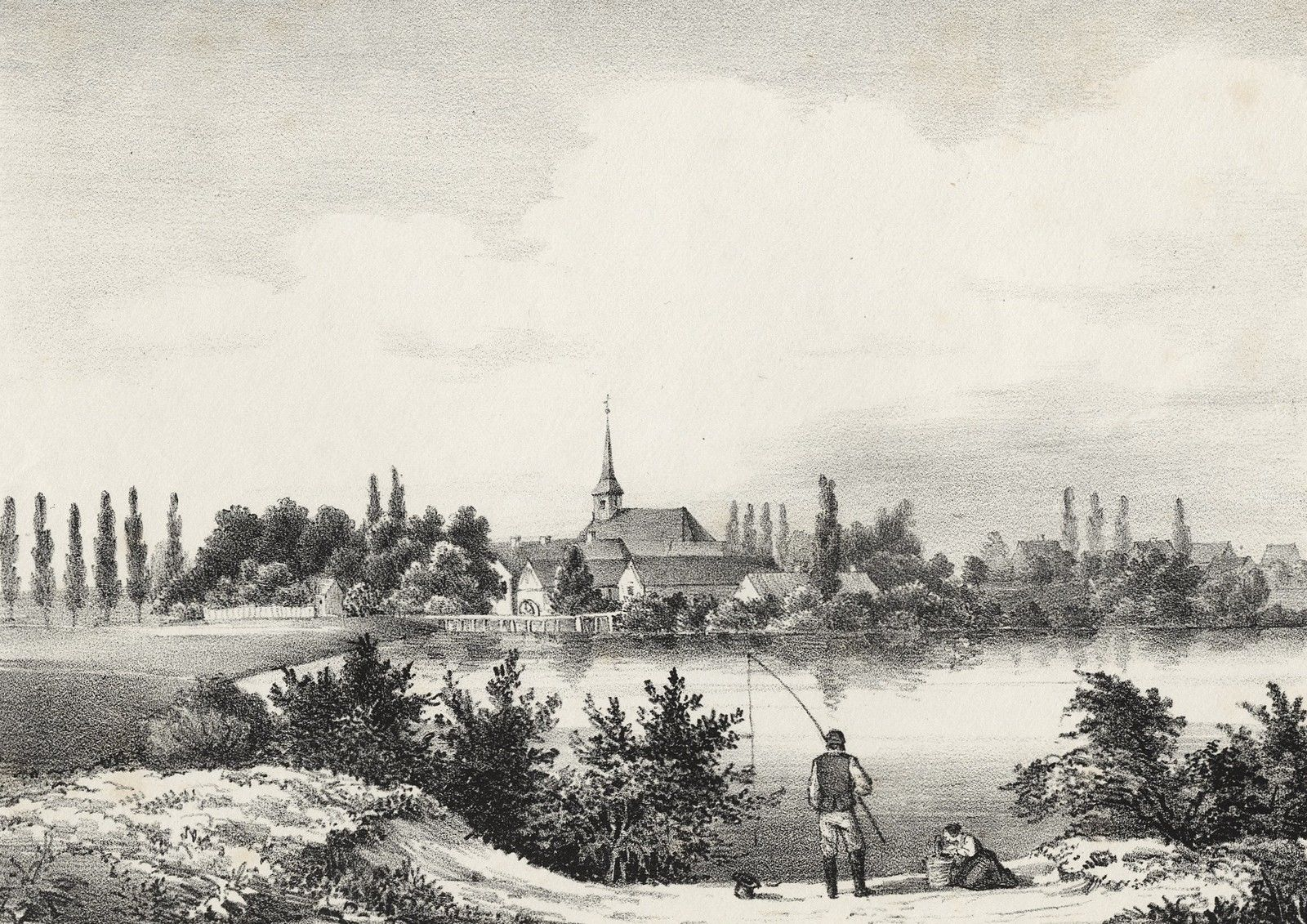
Marienfließ, 1846

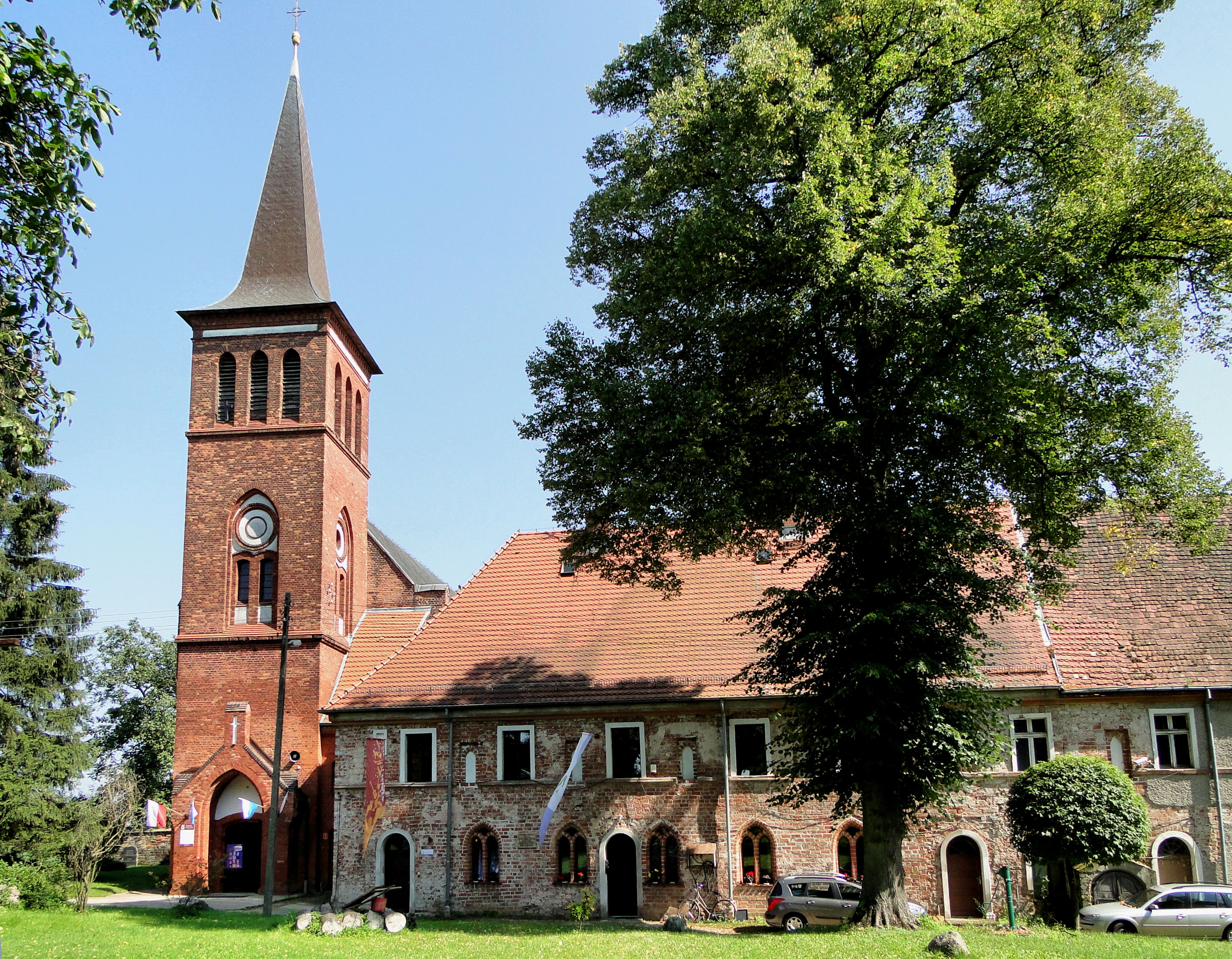
Marianowo – Kloster (2011)

Marianowo (deutsch Marienfließ) ist ein Dorf und Sitz einer gleichnamigen Landgemeinde im Powiat Stargardzki (Kreis Stargard in Pommern), Polen. Sie liegt 16 Kilometer nordöstlich von Stargard (Stargard in Pommern) an der Krępa (Nonnenbach) unterhalb des Großen Sees (Jezioro Marianowskie).

## Dorf Marianowo (Marienfließ)

### Geschichte
Im Jahre 1248 errichtete Herzog Barnim I. das Zisterzienserinnenkloster Marienfließ und übergab ihm Land zur Besiedlung. 1569 wurde das Kloster in ein Stift für adelige Fräulein umgewandelt. Der Ort war eine der Dorfgründungen der Nonnen. Zwischen 1688 und 1690 erfolgte ein Umbau der Backsteinkirche, die 1892 noch durch den Anbau eines Kirchturms an der Westseite erweitert wurde.
Im 17. Jahrhundert wurde Marienfließ Amtssitz für die Dörfer Ball, Brüsewitz, Büche, Dahlow, Goldbeck, Marienfließ, Pegelow, Rehwinkel, Klein Schlatikow, Treptow und Zarnikow mit den zugehörigen Vorwerken Marienfließ, Mößin und Treptow an der Rega. In der Zeit von 1653 bis 1662 war Ewald von Kleist Amtmann von Marienfließ.
Zwischen 1816 und 1945 gehörte Marienfließ dem pommerschen Landkreis Saatzig an. 1905 hatte die Landgemeinde 630 Bewohner, hinzu kam noch der Gutsbezirk mit 192 Menschen. Im Jahre 1933 lebten in dem Dorf 1025 Einwohner, 1939 waren es 1031.
Am 2. März 1945 flüchteten viele Bewohner des Dorfes vor der herannahenden Roten Armee. Nach dem Zweiten Weltkrieg kam der Ort zu Polen.

### Touristisches
Das Sommerspektakel Lato z Sydonią erinnert an die 1620 in Stettin als Hexe hingerichtete Sidonia von Borcke (1548–1620), die im Fräuleinstift lebte.
Neben den Klostergebäuden ist die Kirche der Unbefleckten Empfängnis Mariae mit dem darin befindlichen Altar der heiligen Gottesmutter von Fatima ein wichtiges Kulturdenkmal des Ortes.

## Gmina Marianowo

### Allgemeines
Die Landgemeinde Marianowo umfasst eine Fläche von 101,75 km² und steht damit flächenmäßig an 97. Stelle der 114 Gemeinden in der Woiwodschaft Westpommern. Mit 3127 Einwohnern belegt sie die 107. Stelle. Von 1975 bis 1998 gehörte die Gmina zur Woiwodschaft Stettin.
Das Gemeindegebiet wird vom Flüsschen Krępa (Nonnenbach) durchzogen, das im Nordwesten in die Krąpiel (Krampehl) mündet.
Die gesamte Gemeinde hat die einheitliche Postleitzahl 73-121.
Nachbargemeinden der Gmina Marianowo im Powiat Stargardzki sind:
- Chociwel (Freienwalde), Dobrzany (Jacobshagen), Stara Dąbrowa (Alt Damerow), Stargard (Miasto) (Stargard in Pommern (Stadt)), Gmina Stargard (Stargard in Pommern (Landgemeinde)) und Suchań (Zachan).

### Gemeindegliederung
Zur Gemeinde gehören:
- Ortsteile („Schulzenämter“): Czarnkowo (Zarnikow), Dalewo (Dahlow), Dzwonowo (Schönebeck), Gogolewo (Pegelow), Marianowo (Marienfließ), Sulino (Goldbeck), Trąbki (Trampke) und Wiechowo (Büche).

- Übrige Ortschaften: Kępy (Uchtenhagen D, auch: Kempen), Krzywiec (Altstadt), Mariankowo (Kolonie Marienfließ) und Trąbki Mała (Klein Trampke).

### Verkehr

#### Straßen
Eine der Hauptverkehrsachsen in Pommern, die Landesstraße (DK) 20 von Stargard nach Gdynia (Gdingen) – die frühere deutsche Reichsstraße 158 – verläuft durch den Nordwesten der Gemeinde. Im Norden verläuft außerdem die Woiwodschaftsstraße (DW) 142, die – ehemals als Teilstück der Reichsautobahn Berlin–Königsberg errichtet – von Stettin kommend, wenig später im Ortsteil Lisowo (Voßberg) der Gmina Chociwel (Freienwalde) endet.

#### Schienen
Seit 1859 ist die Bahnstrecke Stargard in Pommern bis Köslin (Koszalin) in Betrieb, die 1870 bis nach Danzig erweitert wurde. An diese – heute von der Polnischen Staatsbahn (PKP) betriebenen Bahnlinie ist die Gmina Marianowo mit den Stationen Goglewo (Pegelow) und Trąbki (Trampke) angeschlossen. Außerdem besteht für die Gmina eine Anbindung an die seit 1895 bestehende Bahnlinie von Stargard in Pommern nach Kallies (Kalisz Pomorski), an der die Station des Ortsteils Sulino (Goldbeck) liegt.
Vor 1945 betrieben die Saatziger Kleinbahnen die Strecken Alt Damerow (Stara Dąbrowa) – Trampke (Trąbki) und weiter von Trampke über Marienfließ und Büche (Wiechowo) bis Nörenberg und Dramburg und vernetzten somit die Ortschaften der heutigen Gmina Marianowo.

## Töchter und Söhne des Ortes
- Eleonore Charlotte von Sachsen-Lauenburg (1646–1709), Prinzessin von Sachsen-Lauenburg und Herzogin von Schleswig-Holstein-Sonderburg
- Paul Giese (1875–1947), deutscher Politiker (DNVP), Mitglied des Reichstages